# Callionymus bifilum
Callionymus bifilum är en fiskart som beskrevs av Hans W. Fricke 2000. Callionymus bifilum ingår i släktet Callionymus och familjen sjökocksfiskar. Inga underarter finns listade.